# Port lotniczy Aur
Port lotniczy Aur (IATA: AUL) – port lotniczy zlokalizowany na atolu Aur (Wyspy Marshalla).